# Ольха (ракетный комплекс)
«Ольха́»/«Ольха-М» (укр. Ві́льха) — украинская реактивная система залпового огня (РСЗО) с новым корректируемым боеприпасом, созданная с использованием некоторых элементов советской РСЗО 9К58 «Смерч».

## История
На начало 2014 года из дальнобойного ракетного оружия Украина имела только управляемые ракеты «Точка-У», срок годности которых уже заканчивался, и РСЗО «Смерч» с неуправляемыми ракетами, которые физически и морально устаревали. Многочисленные попытки КБ «Южное» создать в прошлом оперативно-тактический ракетный комплекс (ОТРК) не увенчались успехом, а недорогая управляемая дальнобойная ракета стала срочно необходима.
Впервые о проекте «Ольха» стало известно 27 января 2016 года, когда Президент Украины Пётр Порошенко на заседании совета национальной безопасности и обороны Украины дал задание разработать комплекс в кратчайшие сроки. Главным разработчиком и производителем выступил КБ «ЛУЧ», в сотрудничестве с другими государственными и частными предприятиями ВПК.
По некоторым данным «Ольха» вышла из проекта ОТРК «Сапсан» (разрабатывался КБ «Южное» с 2006 года) как отдельная разработка. Изначально ВСУ рассматривало создание двух калибров ракет вертикального запуска на единой универсальной пусковой платформе: с двумя ракетами с дальностью поражения до 300—500 км для замены тактического ракетного комплекса «Точка-У» и с 8 направляющими для реактивных снарядов, для замены РСЗО «Смерч».
Позже платформу «Сапсан» планировали также использовать для запуска крылатых и зенитных ракет, а потом проект и вовсе закрылся в 2013 году; тогда министр обороны Лебедев заявил, что в то время, как КБ «Южное» потратил большие ресурсы и не создал даже документацию, другое конструкторское бюро, КБ «ЛУЧ», создаёт эффективную альтернативную систему за свои деньги.
Завершение проекта «Ольха» было запланировано до конца 2017 года, а серийное производство начать в 2018 году.

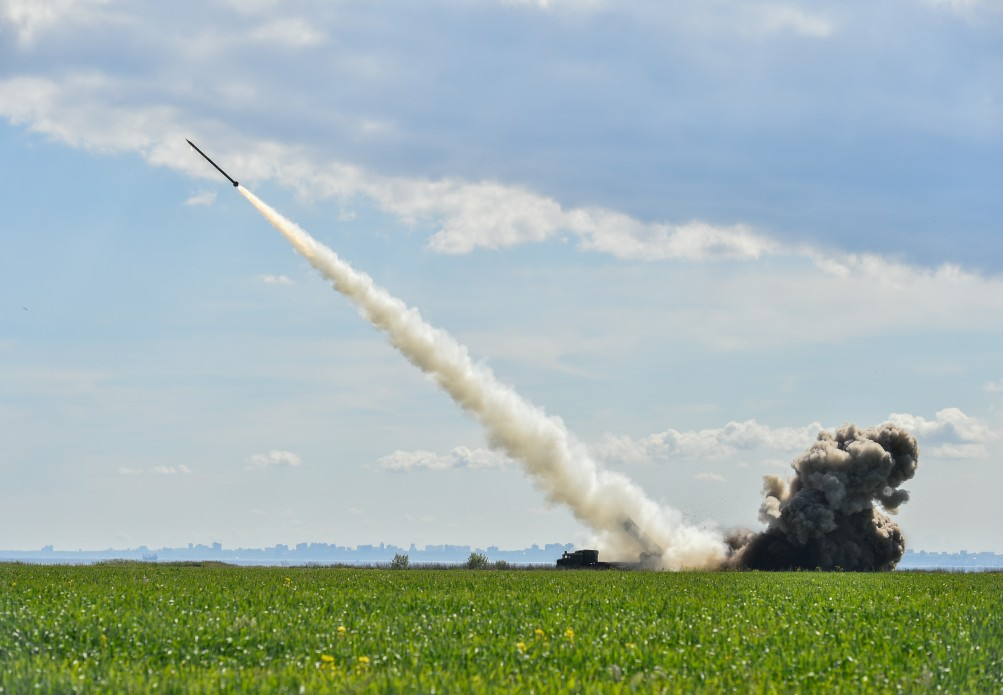
Испытание ракеты, май 2017 года

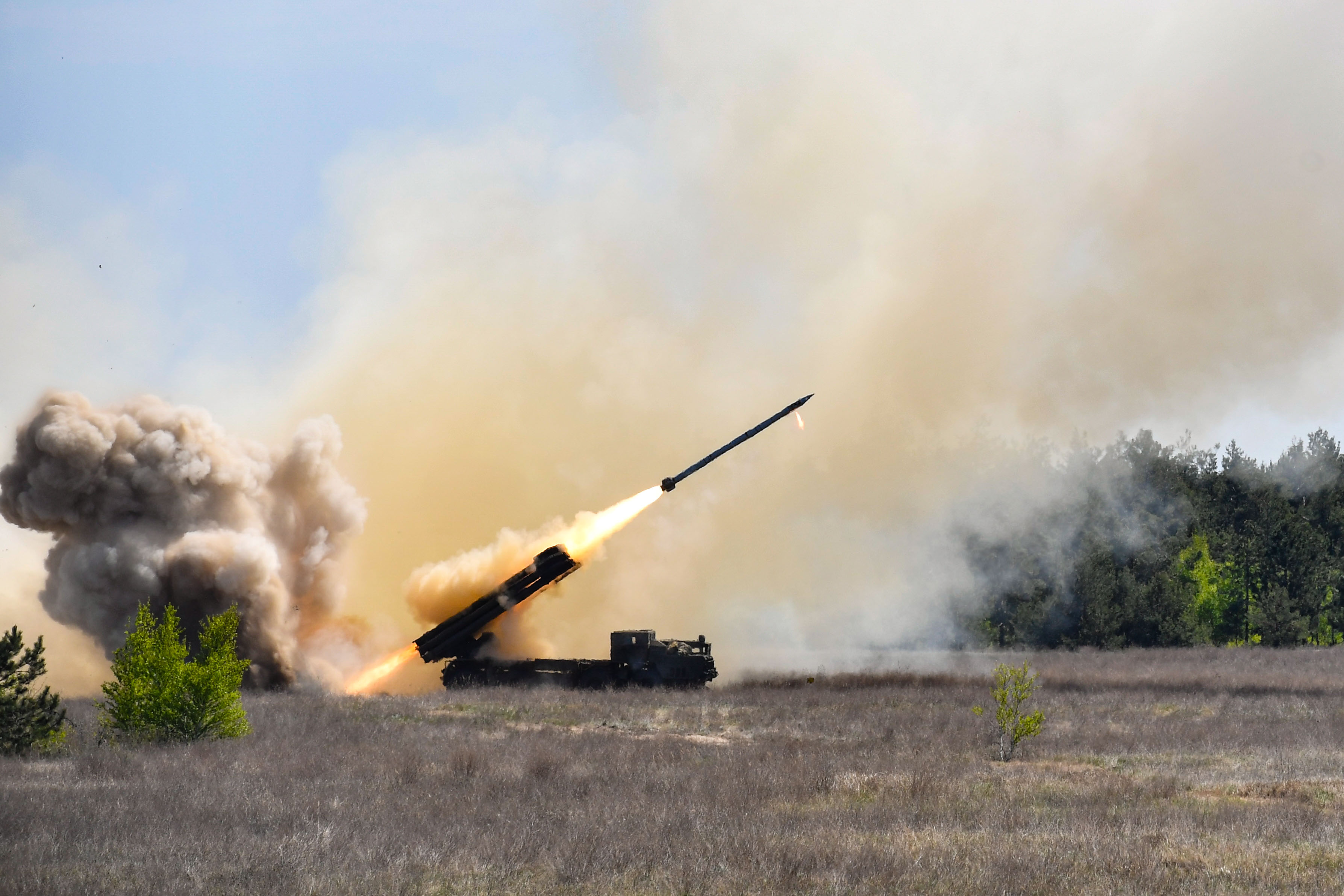
Заключительные огневые испытания, апрель 2018 года

Первые огневые испытания ракеты провели 22 марта 2016 года; тогда Турчинов заявил, что пуски прошли успешно, и ракета поразила цель. 26 августа прошёл очередной этап испытаний РСЗО «Ольха» на полигоне под Одессой, возле села Тузлы Татарбунарского района; было осуществлено 14 успешных пусков новых реактивных снарядов.
В ноябре 2016 года состоялся очередной этап испытаний.
26 мая 2017 в присутствии Президента Украины Петра Порошенко состоялись очередные испытательные пуски ракет на полигоне в Одесской области.
В ноябре 2017 года на заводе ГАХК «Артём» начался монтаж и наладка линии производства корпусов ракет для ракетного комплекса «Ольха». Была установлена раскаточная машина RFFM 330-138-300 с ЧПУ турецкой фирмы Repkon; эта машина специально предназначена для производства высокоточных деталей цилиндрической полой формы, машина имеет возможность формировать ротационно-симметричные полые детали с разной толщиной стенок.
22 декабря 2017 года состоялись пуски ракет на полигоне в Одесской области в рамках испытаний ракетного комплекса «Ольха». Во время испытаний было проверено качество ракетных корпусов из сверхпрочных сплавов, изготовленных на технологическом оборудовании, монтаж которого завершился в ГАХК «Артём». Председатель СНБО Украины Александр Турчинов сообщил, что проверялись также высокоточная система наведения, уточнения баллистических характеристик, эффективность твёрдого ракетного топлива и надёжность поражения цели боевой частью ракеты.
18 апреля 2017 года КБ «ЛУЧ» опубликовало видео (Архивная копия от 3 мая 2018 на Wayback Machine) попадания ракеты в цель (на 0:38, если присмотреться на увеличенном изображении, можно заметить падающую перпендикулярно горизонту ракету).
24 августа 2018 года установка приняла участие в параде ко Дню Независимости Украины.
На конец 2018 года производится сборка второго, усовершенствованного образца.
4 апреля 2019 года провели пуски новой ракеты Ольха-М с улучшенной энергетикой топлива, улучшенными системой управления и навигации. Дальность пуска увеличена до 130 км.
В течение 2020 года планируется продолжить испытания «Ольхи-М», а уже с 2021 года КБ «ЛУЧ» намерено начать серийное производство данного ракетного комплекса.
Статистика пусков:
| Дата                 | Кол-во ракет | Цель пуска                                                        |
| -------------------- | ------------ | ----------------------------------------------------------------- |
| 22 марта 2016 года   | 1            | первое огневое испытание                                          |
| 26 августа 2016 года | 14           | тестирование систем управления и наведения                        |
| 16 ноября 2016 года  | 2            | проверка боевой части                                             |
| 26 мая 2017 года     | 4            | доводка систем управления                                         |
| 22 декабря 2017 года | 4            | проверка новых корпусов, предсерийные испытания                   |
| 10 апреля 2018 года  | неизвестно   | финальные государственные испытания                               |
| 4 апреля 2019 года   | неизвестно   | испытания ракеты Ольха-М с увеличенной до 130 км дальностью пуска |

## Модификации ракеты

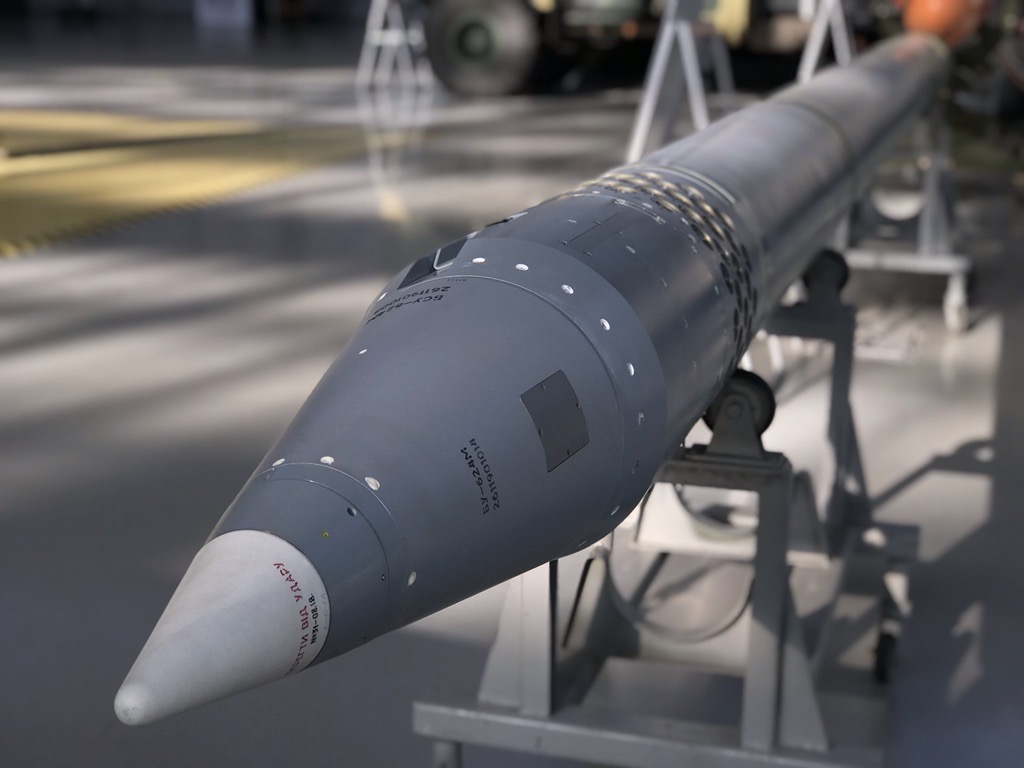
Ракета Ольха

- Ракета Ольха-Р c дальностью пуска 70 км и осколочно-фугасной боевой частью массой 250 кг. Первая версия ракеты. Принята на вооружение 25 апреля 2018 года[10].
- Ракета Ольха-М с увеличенной до 120 км дальностью пуска и обновлёнными системами навигации и управления. Применяется более эффективное ракетное топливо, была улучшена точность наведения. Принята на вооружение в конце 2019 года.
- Ракета Ольха с дальностью пуска около 200 км. В разработке[11].
- Зенитная ракета на основе решений и серийных узлов Ольха-М c дальностью пуска в 100 км[12].

## Критика
Несмотря на заявления некоторых средств массовой информации и официальных лиц Украины, что «Ольха» — это новейший тактический ракетный комплекс, некоторые эксперты считают, что это лишь 300-мм реактивный снаряд, совместимый с реактивной системой залпового огня «Смерч». Такая точка зрения основывается как на спорных заявлених официальных лиц, где зачастую «Ольха» указывается то как РСЗО (в том числе секретарём СНБО Александром Турчиновым), то как тактическая управляемая ракета, так и на анализе предоставленных официальных фото- и видеоматериалов испытаний. О том, что «Ольха» — это высокоточный снаряд было заявлено и президентом Украины Петром Порошенко, и Минобороны Украины.

## Серийное производство и закупки
По словам генерального конструктора КБ «Луч» Олега Коростелёва работы по теме «Ольха» обошлись государству в 10 млн долларов. И на порядок больше обошлось оборудование для начала серийного производства ракеты.
В конце 2019 года в войска была поставлена первая серийная партия из 100 ракет. Вторая партия из 28 ракет поставлена в марте 2020 года.
На 2020 год Министерство Обороны озвучило планы на 3 тыс  ракет и ракетных комплексов (вероятно в сумме «Ольха», «Нептун» и ПТУР).

## Технические характеристики
Технические параметры ракеты «Ольха» до сих пор держат в секрете (ожидается, что комплекс «Ольха» превосходит по тактико-техническим характеристикам и может стать реальной заменой ОТРК «Точка-У»). (БЧ ОТРК «Точка-У» 9Н123Ф 482 кг, количество осколков 14500, площадь поражения 2—3 га).
Комплекс «Ольха» используют управляемую ракету калибра 300 мм, запускаемую из модифицированной машины 9А52 реактивной системы залпового огня «Смерч». На данный момент[когда?] активно идёт разработка собственной пусковой платформы с 300 мм направляющими на базе машины КрАЗ.
Реактивный снаряд управляем на начальном (газодинамически) и конечном (аэродинамически) отрезках траектории полёта. В передней части расположен пояс из 90 маленьких импульсных двигателей, которые стабилизируют и направляют ракету в нужном направлении. Эти двигатели работают на протяжении нескольких секунд при точности срабатывания одного двигателя около одной миллисекунды. На конечном этапе полёта раскрываются аэродинамические рули, с помощью которых происходит финальное наведение на цель для поражения.
Полёт ракеты контролирует микропроцессор, который обрабатывает сигналы с различных датчиков и выдаёт управляющий сигнал. Наведение — инерциальное с возможностью корректировки траектории в полёте по сигналам GPS и Глонасс. При использовании только инерциальной системы наведения среднее отклонение ракеты составляет 50 м, при использовании GPS-коррекции — около 7 м. На испытаниях были зафиксированы многочисленные случаи попадания ракеты с нулевым отклонением. Скорее всего, в основе инерциальной коррекции лежит лазерный гироскоп производства КБ «Арсенал», он же использовался на ракете-носителе «Днепр» и на российском ОТРК «Искандер».
Масса самой ракеты — около 800 кг, системы управления — 50 кг, двигательной части — около 500 кг.
Боеголовка унифицирована и могут быть установлены осколочно-фугасный, кассетный или термобарический заряды массой до 250 кг. В зависимости от задач может применяться для поражения как наземных целей, так и надводных целей. Вероятно, для поражения маневрирующих надводных целей ракета нуждается в инфракрасной или радиолокационной головке наведения. Также ранее прорабатывался вариант оснащения ракеты лазерной системой наведения на конечном участке полёта, однако этот вариант признан нецелесообразным из-за трудностей целеуказания на больших дистанциях.
Пуск пакета из 12 ракет осуществляется за 48 секунд, при этом в залпе каждая ракета наводится на свою индивидуальную цель в прицельном угле 1,5 км.
Ранее в открытых источниках звучали официально не подтверждённые заявления о способности поражать цели на расстоянии более 100 км. Также назывались дальности от 120 до 170 км. Однако, по последним данным[каким?], ракета имеет дальность полёта 70 км при боеголовке массой 250 кг, и 120 км — при массе боевой части 170 кг. Дальность 170 км достижима при дальнейшем сокращении массы боеголовки, но необходимости в этом нет в связи с работами по ОТРК «Гром-2».
Все составляющие для производства «Ольхи» — украинские, включая новые системы управления, ракетное топливо, боевую часть. Шасси новой РСЗО, предположительно, будет выполнено на базе автомобиля КрАЗ-7634, хотя первые испытания проходят на модифицированном шасси МАЗ-543.

## Зенитная версия ракеты
По данным журнала "Defеnce Express" КБ "Луч" ведёт работу над зенитной версией ракеты Ольха радиусом пуска до 100км, основанной на технологиях и серийных узлах изделия Ольха-М. О возможности создания такой ракеты в сжатые сроки заявлял и главный конструктор КБ "Луч" Олег Коростельов.. Стоимость разработки такого ЗРК ожидается значительно меньше, чем разрабатываемого ЗРК "Днепр".
Доработанная ракета будет иметь сопоставимые с ракетами комплекса С-300 манёвренные характеристики и иметь активные и полуактивные радиолокационные головки самонаведения компании "Радионикс", которые уже серийно выпускаются для модернизации ракет С-125. Дальность захвата цели с ЭПР 3 м² - 20 км c вероятностью поражения более 0.9.
Для сравнения максимальная скорость и ракет Ольха-М, и С-300 ПТ/ПС, имеющихся на вооружении Украины оставляет 1300 м/с. Изделие Ольха уже имеет пояс газодинамических импульсных рулей управления, позволяющих маневрировать с большими перегрузками. Такая же схема маневрирования реализована в ракете РAC-3 "Patriot".

## Боевое применение
Используется украинской стороной в ходе вторжения России на Украину.

## Сравнение с другими комплексами
| Параметры                                  | Реактивный снаряд «Ольха-М» РСЗО «Смерч»/РСЗО «Ольха»                                                  | Реактивный снаряд 9М542 РСЗО «Торнадо-С» | Реактивный снаряд (в ТПК) M31A2 GMLRS РСЗО «M270A1» | Тактическая ракета 9М79-1Ф ТРК «Точка-У»        | Оперативно-тактическая ракета (в ТПК) MGM-168A Block 4A ОТРК ATACMS | Оперативно-тактическая ракета 9М723 ОТРК «Искандер-М» |
| Дальность                                  | до 130 км (202 - с ракетами Тайфун-3)                                                                  | до 120 км                                | 15 - 84 км                                          | до 120 км                                       | до 270 км                                                           | до 500 км                                             |
| Калибр                                     | 300 мм                                                                                                 | 300 мм                                   | 227 мм                                              | 650 мм/ 1445 мм (размах рулей)                  | 610 мм                                                              | 920 мм                                                |
| Масса БЧ                                   | 170 или 250 кг                                                                                         | 150 кг                                   | 91 кг                                               | 482 кг                                          | 227 кг                                                              | 480 кг                                                |
| Вес                                        | 800 кг                                                                                                 | 820 кг                                   | 303 кг                                              | 2010 кг                                         | 1 662 кг                                                            | 3800 кг                                               |
| Длина                                      | 7600 мм                                                                                                | 7600 мм                                  | 3937 мм                                             | 6407 мм                                         | 4000 мм                                                             | 7200 мм                                               |
| Управление                                 | Корректируемый                                                                                         | Корректируемый                           | Корректируемый                                      | Управляемая                                     | Управляемая                                                         | Управляемая                                           |
| Расчёт БМ/ПУ                               | 3 человека                                                                                             | 3 человека                               | 3 человека                                          | 4 человека                                      | 3 человека                                                          | 3 человека                                            |
| Автокоррекция                              | Инерциальное + GPS + ГЛОНАСС                                                                           | Инерциальное + ГЛОНАСС                   | Инерциальное + GPS                                  | Инерциальное                                    | Инерциальное + GPS                                                  | Инерциальное + ГЛОНАСС + оптическое                   |
| Управление полётом                         | газодинамическое (рули) + газоструйное                                                                 | газодинамическое                         | аэродинамическое                                    | аэродинамическое (крылья + рули) + газоструйное | аэродинамическое (рули) + газоструйное                              | аэродинамическое (рули) + газоструйное                |
| Высота траектории полёта                   | 20000—40000 м                                                                                          | 200—600 м                                | ? м                                                 | 6 000—26 000 м                                  | 50 000 м                                                            | более 100 000 м                                       |
| Скорость полёта                            | до 1300 м/с                                                                                            | до 715 м/с                               | до ? м/с                                            | до 1 036 м/с                                    | до 1 000 м/с                                                        | до 2 100 м/с                                          |
| Круговое отклонение                        | 3-10 м (до 130 км) и до 30 м (более 130 км) - при инерциальной системе автокоррекции. до 3-5 м при GPS | 5-7 м                                    | до 7 м                                              | 5—50 м                                          | до 5 м                                                              | 5—70м                                                 |
| Скорострельность БМ(ПУ)                    | 12 выстр./мин                                                                                          | 12 выстр./мин                            | 12 / 6 выстр./мин (М270 / М142)                     | 1 выстр./мин                                    | 2 / 1 выстр./мин (М270 / М142)                                      | 2 выстр./мин                                          |
| Боевая машина (пусковая установка) / шасси | 9А52 / МАЗ-543М                                                                                        | 9А54 / МАЗ-79111                         | М270 / Bradley M142 / FMTV                          | 9П129-1М / БАЗ-5921                             | М270 / Bradley M142 / FMTV                                          | 9П78-1 / МЗКТ-7930                                    |